# HV71
O HV 71 ( PRONÚNCIA SUECA) é um clube de hóquei no gelo, sediado em Jönköping, na Suécia.

 
Os seus jogos em casa são disputados no Kinnarps Arena, com capacidade para 7 000 pessoas.

O HV 71 foi fundado em 1971, pela fusão do Husqvarna IF e do Vätterstads IF.

Foi campeão da Suécia por 5 vezes (1995, 2004, 2008, 2010, 2017).

Atualmente (2023) disputa a Liga Sueca de Hóquei no Gelo, a primeira divisão do hóquei no gelo da Suécia.                                